# Verband der Katholiken in Wirtschaft und Verwaltung

Das „Kreuzschiff“, Logo und gemeinsames Zeichen des Verbandes

Der Verband der Katholiken in Wirtschaft und Verwaltung e. V. (KKV) ist eine katholische Gemeinschaft von Frauen und Männern, Angestellten, Kaufleuten, Handwerkern, Angehörigen freier Berufe und des öffentlichen Dienstes in der Bundesrepublik Deutschland, organisiert in bundesweit über 90 Ortsgemeinschaften.

## Organisation
Die KKV-Ortsgemeinschaften sind in der Regel rechtliche selbstständige Vereine. Das gemeinsame Zeichen des Verbandes ist das Kreuzschiff.
Beschlussgremien:
- Delegiertenversammlung (alle zwei Jahre auf den Bundesverbandstagen)
- Bundeshauptausschuss (vertritt die Interessen der Diözesan-, Landes- und Regionalverbände)
- Bundesverbandsvorstand

Junioren organisieren sich in regionalen Gruppen (bspw. in Hildesheim, Münster, München). Darüber hinaus organisieren sich junge KKV Interessenten und Mitglieder seit Ende 2007 in Online-Netzwerken.
Bundesverbandsvorsitzender ist Josef Ridders, Geistlicher Beirat ist Peter Schallenberg.
Verbandsorgan: NEUE MITTE. Erscheinungsweise: vierteljährlich mit einer Auflage von 7.000 Exemplaren.
Der Landesverband Bayern bietet mit seinem Bildungswerk eine Plattform für Seminare. Ziel ist es, den Menschen in seiner Persönlichkeitsbildung ganzheitlich anzusprechen und zu fördern.

## Zielsetzungen und Motivationen
Der Verband ist an Ökumene und Zusammenarbeit mit anderen christlichen Konfessionen interessiert. Mitglieder können Christen aller Konfession werden, die das Selbstverständnis des KKV als katholischer Sozialverband unterstützen. Das Leitwort lautet: Dem Menschen dienen.
- Der KKV bietet regional und überregional in einer Gemeinschaft Gleichgesinnter Weiterbildungsmöglichkeiten zur Persönlichkeitsentwicklung, zu beruflichen Themen, zu Fragen der Ethik, Glaubens- und Sinnsuche an.
- Gemeinsame Reisen, Wallfahrten und Bildungsfahrten stehen ebenso auf dem Programm, wie Vorträge zu gesellschaftspolitischen, wirtschaftlichen, medizinischen und religiösen Themen.
- Viele KKV-Ortsgemeinschaften bieten ein Netzwerk der gegenseitigen Unterstützung in privaten wie beruflichen Dingen.
- Alle KKV Orts- und Diözesanverbände bieten ihren Mitgliedern ein umfangreiches und vielseitiges geselliges Miteinander.

## Geschichte
Der Verband wurde als Verband der katholischen kaufmännischen Kongregationen und Vereine Deutschlands, später Katholisch-Kaufmännischer Verein – aus dieser Bezeichnung stammt die bis heute verwendete Abkürzung KKV – im Jahre 1877 in Mainz gegründet. (Ebenfalls 1877 entstand in Würzburg der katholische Kaufmännische Verein Constantia). Sitz des Verbandes ist seit 1891 Essen. Die Gründung geht auf eine Initiative des aus Alzey stammenden späteren Domkapitulars Friedrich Elz zurück. Weitere Gründungsmitglieder waren Freiherr Felix von Loë-Terporten, der Gründer des „Mainzer Vereins“ und des „Rheinischen Bauernvereins“, Burghard von Schorlemer-Alst und Hieronymus Jaegen. Seit seiner Gründung baut der Verband Selbsthilfeeinrichtungen (Stellenvermittlung, Krankenkasse, Angestellten- und Sterbegeldversicherung) und Einrichtungen der beruflichen Bildung sowie der Familienerholung auf.
Über den langjährigen Ehrenvorsitzenden des Verbandes, Ludwig Windthorst, beteiligte sich der KKV an den Debatten um die Bismarck’schen Sozialreformen. In den 1950er Jahren war er über sein Mitglied Peter Horn entscheidend bei der Ausarbeitung des bundesdeutschen Sozial- und Rentenversicherungssystems. vertreten.
Zu Ehren der im Ersten Weltkrieg gefallenen 1.500 katholischen Kaufleute wurde 1929/1930 durch den Verband die Kaufmanns-Gedächtniskirche St. Bonifatius in Leipzig-Connewitz errichtet.
Im Jahr 1938, während der Zeit des Nationalsozialismus, wurde der KKV, wie andere katholische Verbände, verboten, jedoch 1947 in Letmathe wieder gegründet. Die Umbenennung in die heutige Bezeichnung erfolgte 1965 wegen der veränderten beruflichen Struktur der Mitglieder.

## KKV-Mitgliedschaft in anderen Verbänden
- Zentralkomitee der deutschen Katholiken (ZdK).
- Arbeitsgemeinschaft Katholischer Organisationen Deutschland (AGKOD)
- Katholische Bundesarbeitsgemeinschaft für Erwachsenenbildung (KBE).
- Bundesarbeitsgemeinschaft Seniorenorganisationen (BAGSO).
- Familienbund der Katholiken

## Die Bildmarke des KKV und seiner Ortsverbände
Das Logo „Kreuzschiff“ zeigt einen abstrakten Schiffsrumpf sowie ein darauf stehendes christliches Kreuz. Es ist das Verbandszeichen des KKV. In seiner bis heute bestehenden Form wurde es 1931 von Anton Wendling, einem Hochschullehrer aus Aachen, nach einem Entwurf von Hubert Strauf, einem Werbetexter aus Düsseldorf, gestaltet. Die Verbandsfarben die auch im Bildzeichen Einsatz finden sind HKS 7 und HKS 47.